# Casa Matriz del Banco la Caja Obrera
La Casa Matriz del Banco la Caja Obrera fue la principal sede de la institución bancaria homónima. El edificio se encuentra ubicado en la Ciudad Vieja de Montevideo y en la actualidad alberga los juzgados de conciliación.

## Construcción
Fue construido en los años 30 como sede de la entonces institución financiera denominada la Caja Obrera Banco Ahorro y Crédito, la cual había sido fundada por miembros del Círculo Católico y que posteriormente, se convertiría en el Banco la Caja Obrera. El edificio, fue reformado en los años cuarenta y contó con la participación del arquitecto Octavio de los Campos. En su fachada posee esculturas realizadas por el escultor Edmundo Prati en las cuales de hace referencia al trabajo, al ahorro y al comercio.
Tras la desaparición del Banco la Caja Obrera, el inmueble quedó bajo tutela del Estado, y en 2020 pasó a manos del Poder Judicial, quien destinó al edificio como sede de los juzgados de paz y conciliación de Montevideo.